# غله‌آرال
غَلّه‌آرال یکی از شهرهای ازبکستان واقع در استان جیزک است.
معنی نام این شهر «جزیره غلات» است. (غله به معنی غله و گندم). پس از اینکه یکی از سیاست‌مداران ازبکستان شوروی کشتزارهای غله این منطقه را به جزیره‌هایی از غله تشبیه کرد این نام بر این شهر و شهرستان مربوطه نهاده شد.